# Autostrada A25 (Portugalia)
Autostrada A25 (port. Autoestrada A25, Autoestrada das Beiras Litoral e Alta) – autostrada w północnej Portugalii, przebiegająca przez dystrykty Aveiro, Viseu i Guarda.
Autostrada rozpoczyna się na wybrzeżu atlantyckim, w Aveiro i biegnie równoleżnikowo przez Viseu, Guardę do granicy z Hiszpanią w Vilar Formoso, gdzie łączy się z drogą .